# Julia Haart
Julia Haart, anteriormente Talia Leibov (Moscou, 11 de abril de 1971), é uma estilista, empresária e autora estadunidense. Ela é a ex-diretora executiva (CEO) da Agência de Modelos Elite. Embora ela tenha afirmado ser uma "co-proprietária" da Elite World Group, um tribunal de Delaware decidiu em 2022 que Haart não possui 50% da empresa. Ela já havia lançado uma coleção de sapatos homônima e sido diretora criativa da empresa italiana de lingeries de luxo La Perla. Julia também é protagonista e produtora executiva da minissérie da Netflix "Minha Vida Nada Ortodoxa", onde conta sobre sua decisão de deixar sua comunidade ultra-ortodoxa Haredi, em 2013.

## Biografia

### Vida pregressa
Julia Haart nasceu em Moscou, na União Soviética (atual Rússia), em 1971. Ela e seus pais deixaram a Rússia quando ela tinha 3 anos e se mudaram para Austin, no Texas. Em Austin, ela frequentou uma escola particular e era a única aluna judia da escola. Quando Julia estava na quarta série, eles se mudaram para a comunidade de Monsey, Nova York, que tem uma grande comunidade judaica Haredi que atraiu seus pais, pois eles se tornaram mais religiosos.
Julia frequentou a Academia Bais Yaakov no Brooklyn, em Nova York. Aos 16 anos, ela aprendeu sozinha a costurar e ler revistas de moda em sua casa. Quando ela tinha 18 anos, ela mudou seu primeiro nome, "para Talia, que soa mais hebraico, para atrair um par". Aos 19 anos, ela se casou com seu primeiro marido, um estudante de Yeshivá, cinco anos mais velho que ela.

### Deixando a comunidade Haredi
Enquanto vivia como judia Haredi, durante os anos 1990 e início dos anos 2000, Julia ficou cada vez mais desconfortável com sua comunidade. O tratamento a sua filha mais nova, Miriam, a incomodava em particular. Em uma entrevista ao The New York Times, em 2021, ela disse que sua filha "simplesmente não se conformava. Eles estavam fazendo com ela o que fizeram comigo - tentando empurrá-la para baixo e moldá-la naquela pessoa chata para que pudessem desaparecer. Eu não poderia deixar isso acontecer."
Julia também lidou com questões de saúde mental. Em uma entrevista ao Los Angeles Times, contou que, antes de deixar a comunidade, havia pensado em suicídio, mas se preocupara em como o estigma dentro dentra da comunidade Haredi afetaria as perspectivas de shidduch (encontrar pares para casamento) de seus filhos. Depois de deixar a comunidade, ela assumiu o nome "Julia Haart". O sobrenome Haart foi inspirado em seu nome de solteira, Leibov, que é semelhante a Lev, hebraico para "coração".

## Carreira
Ao longo dos anos 1990 e início dos anos 2000, Julia trabalhou como professora de estudos judaicos na Yeshiva Atlanta; "os funcionários que a conheciam na época - quando ela atendia pelo nome de Talia Hendler - lembravam que ela era amada pelos alunos e conhecida por seu estilo afiado". Durante anos, Julia vendeu secretamente seguros de vida para juntar dinheiro para fugir da comunidade.
Depois de deixar a comunidade Haredi, em 2013, Julia fundou uma empresa de calçados, Julia Haart, com o objetivo de fabricar sapatos que fossem modernos e confortáveis. Ela fez parceria com um engenheiro de botas de esqui e uma empresa alemã que cria um gel usado pela NASA para criar um sapato de salto alto confortável.
Em 2016, Julia colaborou com La Perla para suas coleções de acessórios de primavera e outono. No mesmo ano, foi nomeada diretora criativa da marca por Silvio Scaglia, então proprietário e presidente da marca.
Após sua nomeação como diretora criativa de La Perla, Julia lançou uma nova abordagem de prêt-à-porter para a empresa. Na La Perla, Julia criou a primeira renda elástica Leavers e lançou uma coleção de lingeries pronta para vestir com suporte embutido. Para seu desfile outono/inverno 2017, Julia construiu um desfile "La Perla Manor", no qual Naomi Campbell, Lindsey Wixson, Sasha Pivovarova e Kendall Jenner desfilaram.
Julia Haart é conhecida pelo vestido que criou para Kendall Jenner para o Met Gala de 2017. O vestido era consrtuído com 85.000 cristais fixados em um único cordão.
Em março de 2019, ela se tornou diretora executiva e diretora de criação do conglomerado de mídia de talentos Elite World Group (EWG), também por indicação de seu então marido Silvio Scaglia, dono da marca. Sob a liderança de Julia, a EWG reorientou a marca e adicionou novas divisões. A Elite World Group passou a priorizar ajudar as modelos a monetizar suas marcas e projetos de negócios. Além disso, Julia é a diretora criativa da e1972, uma marca de moda de luxo lançada pela Elite World. A coleção recebeu muita atenção positiva da mídia, e foi celebrada por sua "inovação, inclusão e mensagem inspiradora de empoderamento".
Em fevereiro de 2022, ela foi demitida da função de diretora executiva do grupo pelo agora ex-marido, devido a acusações de peculato da empresa. Seu antecessor, Paolo Barbieri, voltou a ser nomeado CEO.

## Batalhas legais
Após sua demissão do EWG, Julia Haart processou Silvio Scaglia no Tribunal de Chancelaria de Delaware, onde reside a Freedom Holding Inc, proprietária das ações do EWG. Julia alegou que ela é proprietária de 50-50 da EWG e, por isso, detém ações iguais na empresa e, portanto, não pode ser demitida. Em 4 de agosto de 2022, o vice-chanceler Morgan T. Zurn, da Corte de Delaware, emitiu uma decisão definitiva e final que confirmou que Silvio Scaglia é o acionista controlador da Elite World Group (EWG), Freedom Holding Inc., e que Julia Haart foi devidamente rescindida como CEO da EWG em fevereiro de 2022.[carece de fontes?]
No final das contas, o tribunal considerou que "Julia Haart não possuía e não possui cinquenta por cento das ações preferenciais da Freedom" e que ela era "impotente" para impedir que a Freedom a demitisse. Como consequência da decisão judicial, determinou-se que Julia possui menos de 50% do total de 123.665 ações. Na resposta de 52 páginas do juiz à alegação de Julia de que Silvio tinha "mãos sujas", ele explicou que exatamente o oposto foi demonstrado no julgamento: "o exercício de olhar para as mãos dos litigantes revela sujeira nas de Julia".
Em abril de 2022, aconteceu um julgamento de seis dias sobre as alegações de Julia Haart de abuso conjugal por Silvio Scaglia. Em 11 de agosto de 2022, a Suprema Corte de Nova York emitiu a decisão, na qual o juiz Douglas Hoffman rejeitou as causas de ação de Julia e negou seu pedido de ordem de proteção.[carece de fontes?]

## Vida pessoal
Julia é a mais velha de oito filhos, um dos quais morreu em um acidente de carro aos 5 anos de idade. Apenas uma irmã chamada Hannah ainda mantinha um relacionamento com ela. Seus pais e outros irmãos pararam de falar com ela depois que ela deixou sua comunidade ortodoxa.
Julia Haart tem quatro filhos com seu primeiro marido, Yosef Hendler: Batsheva, Shlomo, Miriam e Aron. Batsheva, que atende pelo sobrenome Haart, é uma aspirante a influenciadora nas redes sociais que foi casada com Binyamin "Ben" Weinstein de 2012 até o divórcio em novembro de 2021. Miriam também adotou o sobrenome de sua mãe, Haart. Shlomo é formado em Direito. Aron, que está no ensino médio, divide seu tempo entre seus pais em Manhattan e Monsey, Nova York.
Em junho de 2019, Julia se casou com o empresário e bilionário suíço Silvio Scaglia. Em fevereiro de 2022, Julia pediu o divórcio e foi demitida de seu cargo de diretora executiva no mesmo dia.

## Minha Vida Nada Ortodoxa
Julia Haart é o tema da série "Minha Vida Nada Ortodoxa", que estreou em julho de 2021, na Netflix. Na primeira temporada, a série documental seguiu a vida profissional e pessoal de Julia em seu papel como diretora executiva do Elite World Group, além de autora, mãe e esposa. O show foi recebido com críticas por muitos membros da comunidade judaica. Na segunda temporada, o documentário segue registrando sua vida em família, incluindo o divórcio de Silvio Scaglia e a luta judicial subsequente.

Em 2022, o Jewish Journal nomeou Julia uma das "10 maiores estrelas de TV judaicas de todos os tempos".